# Izaak Menachem Mendel Danziger
Izaak Menachem Mendel Danziger (ur. 1880 w Aleksandrowie Łódzkim, zm. 1943 w Treblince) – rabin, czwarty cadyk chasydzkiej dynastii Aleksander.

## Życiorys
Był synem Szmuela Cwi Hirsza Danzigera, wnukiem Jechiela Danzigera i prawnukiem Szragi Fajwla Danzigera z Grójca, założyciela dynastii. Po śmierci swego ojca w 1923 roku został cadykiem w Aleksandrowie Łódzkim. Jego zasługą była rozbudowa wielu szkół religijnych w Łodzi i Aleksandrowie. W przeciwieństwie do wielu przywódców chasydzkich nie interesował się działalnością polityczną. Był autorem dzieła Akeidas Jicchok.
Podczas II wojny światowej nie zgodził się na wyjazd do Palestyny. Zdążył opuścić Aleksandrów przed wysiedleniem w styczniu 1940 roku. Początkowo ukrywał się w Łodzi, u jednego ze swoich chasydów przy ulicy Piotrkowskiej. Aby nie rzucać się w oczy, nosił polski strój, nie zgolił jednak brody, którą podobno zakrywał chusteczką. Gdy zaczęło poszukiwać go Gestapo, przewieziono go wraz z najbliższą rodziną do Warszawy. Latem 1940 roku zamieszkał w Otwocku. Następnie został przesiedlony do warszawskiego getta. W 1943 roku został wywieziony do obozu zagłady w Treblince, gdzie zginął.
Jego następcą został Jehuda Mosze Tyberg-Danziger, zięć Becalela Jaira Danzigera z Łodzi, który przeniósł siedzibę dynastii do Bene Berak.